# Matrimonio del principe Harry e Meghan Markle

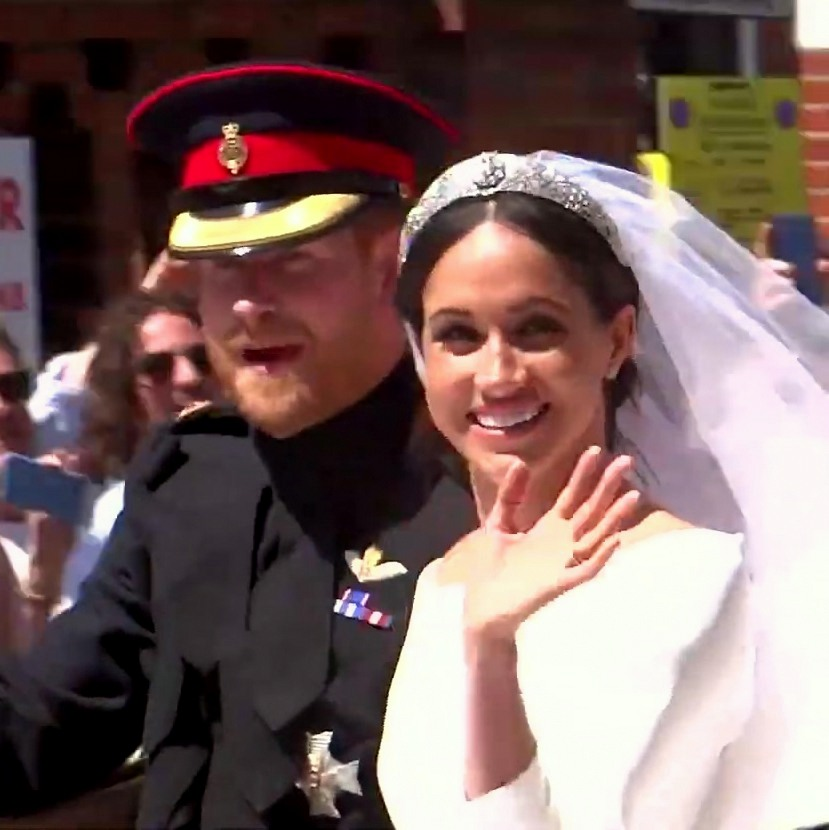
Il duca e la duchessa di Sussex poco dopo l'uscita dalla Cappella di San Giorgio.

Il matrimonio di Harry e Meghan Markle si è svolto sabato 19 maggio 2018 nella Cappella di San Giorgio al Castello di Windsor nel Regno Unito. Lo sposo, il principe Harry, è un membro della famiglia reale britannica; la sposa, Meghan Markle, è un'ex attrice statunitense.
La mattina del matrimonio, la nonna di Harry, la regina Elisabetta II, gli ha conferito i titoli di Duca di Sussex, Conte di Dumbarton e Barone Kilkeel. Durante il suo matrimonio, Meghan è diventata Duchessa del Sussex.

## La proposta e il fidanzamento ufficiale

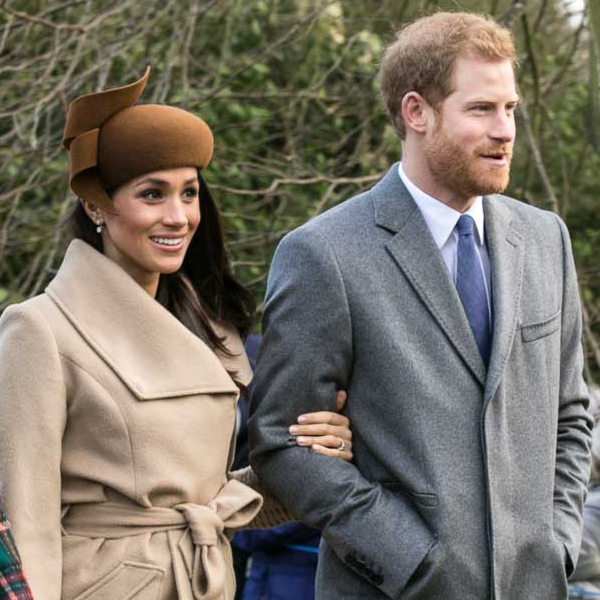
Harry e Meghan nel 2017

Gli sposi si sono conosciuti durante un appuntamento al buio organizzato a Londra nel luglio 2016 da un’amica comune, Violet von Westenholz, amica d’infanzia di Harry. Qualche settimana dopo lui la invitò in Botswana dove «ci accampammo insieme sotto le stelle», come ha raccontato in un’intervista. Iniziarono così una storia a distanza volando dalla Gran Bretagna a Toronto, dove erano in corso le riprese di Suits, serie TV a cui era impegnata la Markle e che dopo il matrimonio non ha più continuato. Tra i due è stato subito colpo di fulmine: "Quando ho conosciuto Meghan le stelle erano allineate", ha detto Harry in un'intervista.
Harry ha fatto la proposta a Meghan, come ha raccontato, “durante una cena in cui lui stava arrostendo del pollo, nella residenza di Nottingham Cottage, a Kensington Palace". Ha rivelato Harry a Mishal Husain, la giornalista BBC che li ha intervistati dopo il fidanzamento ufficiale. "Poi ci siamo abbracciati e avevo l'anello al dito", ha concluso lei.
Il fidanzamento è stato annunciato il 27 novembre 2017 e la data delle nozze fissata al 15 dicembre 2018, poi anticipata al 19 maggio dello stesso anno dato che Kate era incinta. L'anello di fidanzamento è stato disegnato da Harry: ha un grosso diamante dal Botswana al centro e altri più piccoli che appartenevano alla madre Diana.

## La cerimonia

### L'arrivo degli sposi

Stemmi combinati del Duca di Sussex e della Duchessa di Sussex.

Harry è arrivato a bordo di una Range Rover e indossava l'alta uniforme di ufficiale dei Blues and Royals della cavalleria di Sua Maestà, di cui ha il grado di capitano. Prima di entrare in chiesa ha compiuto un breve tragitto a piedi con il fratello William, suo testimone di nozze. La regina Elisabetta II ha permesso al nipote di presentarsi con la divisa adatta a lui che ha la barba, con altre divise non è ammessa dal protocollo. L'ultimo a portare la barba indossando la divisa era stato Giorgio V nel 1893.
Meghan è arrivata a Windsor accompagnata dalla madre, Doria Ragland, a bordo di una Rolls Royce d’epoca prestata dalla regina Elisabetta. È entrata in chiesa scortata dai paggetti anche loro con l'uniforme dei Blues and Royals. Ha percorso da sola il primo tratto della navata per poi prendere il braccio del principe Carlo che l'ha condotta fino a Harry.

### L'abito da sposa
È stato progettato dalla designer britannica Clare Waight Keller, direttrice artistica della griffe francese Givenchy. L'abito bianco puro in cady di seta presenta una scollatura a barca che lascia scoperte le spalle, delle maniche lunghe a 3/4, un corpetto super clean, un punto vita ben segnato dalla linea a clessidra e un velo in tulle, lungo 5 metri, lievemente ricamato lungo i bordi con fiori ricamati a mano in fili di seta e organza che rappresentano tutti i 53 paesi del Commonwealth. Oltre alla flora del Commonwealth, la signora Markle ha anche selezionato personalmente due fiori preferiti: Wintersweet (Chimonanthus praecox), che cresce nel parco di Kensington Palace di fronte a Nottingham Cottage, e il California Poppy (Eschscholzia californica), fiore dello Stato dal luogo di nascita della signora Markle, California.
Simmetricamente posizionati proprio davanti al velo, sono inserite delle spighe di grano, che delicatamente ricamate e si confondono con la flora, a simboleggiare amore e carità.

### La tiara della sposa
Il velo è fermato dalla tiara prestata dalla Regina Elisabetta, come vuole la tradizione. La Queen Mary's Lozenge Bandeau (un pezzo unico in stile art deco di valore inestimabile) è un gioiello appartenuto alla Regina Maria e indossata anche dalla Principessa Margaret nel 1965. Nessun'altra dopo di lei, e prima di Meghan, l'ha più indossata.
Realizzata nel 1932 è in diamanti e platino, formata da una fascia flessibile di undici sezioni, traforata da ovali intrecciati e pavé con diamanti grandi e piccoli brillanti. Al centro è incastonata una spilla staccabile di dieci diamanti brillanti datata 1893. 
La tiara fu originariamente creata per mettere in risalto la spilla centrale, che fu donata alla Principessa Maria, il giorno in cui sposò Principe Giorgio, duca di York (futuro re Giorgio V) nel 1893. La regina Elisabetta II ereditò il diadema alla morte della nonna nel 1953.

### La liturgia
La cerimonia è iniziata alle 12 (13 ora italiana) è stata officiata dal decano di Windsor David Conner e dall’arcivescovo di Canterbury, Justin Welby con l'usanza tradizionale della chiesa anglicana per il Santo Matrimonio pubblicato nel Culto Comune, il testo liturgico della Chiesa d'Inghilterra. È stato invitato anche il vescovo-presidente  della Chiesa episcopale Americana Michael Bruce Curry. Alle 12.13 gli sposi si scambiano le promesse, alle 12.39 scambio degli anelli e vengono dichiarati marito e moglie.

### Gli anelli nuziali
La fede di Meghan donata dalla Regina è stata realizzata con oro gallese, come da tradizione reale che risale al matrimonio di Giorgio VI con Elizabeth Bowes-Lyon (la Regina madre, bisnonna dello sposo) nel 1923. L'anello di Harry è una fascia di platino decorata. Il principe ha scelto per primo nella famiglia reale la vera come anello nuziale, inoltre ha deciso di indossarla sempre, a differenza del fratello William.
Entrambi gli anelli sono stati realizzate da Cleave and Company, gioiellieri e medaglieri storici della famiglia reale che hanno anche montato le pietre preziose sull'anello di fidanzamento della sposa.

### Gli invitati
Al matrimonio hanno assistito 2640 persone, fra questi figuravano: 1200 persone comuni invitate "da ogni angolo del Regno Unito", 200 operatori di associazioni umanitarie e organizzazioni varie che Harry e Meghan sostengono, 100 allievi di due scuole locali, 610 persone che vivono e lavorano nell'area del Castello di Windsor, 530 dipendenti della casa reale; a questi si sono aggiunti una ristretta cerchia di ospiti destinati a essere invitati alla cerimonia religiosa (600 persone) e al successivo ricevimento a Frogmore House (200).
I 600 invitati alla cerimonia sono entrati nella cappella dalle 10:30; alle 12:20 è arrivata la famiglia reale; la regina per ultima, alle 12:55.

### Dopo la funzione
Alla fine della cerimonia gli sposi hanno fatto un giro di 25 minuti a Windsor su una carrozza Ascot Landa, mentre sono arrivati al ricevimento serale in una Jaguar E-Type Concept Zero elettrica color argento del 1968 targata E190518.
Gli sposi sono arrivati nel castello di Windsor per un primo rinfresco. Nel pomeriggio si è tenuto un altro rinfresco offerto dalla regina nella St. George’s Hall e di sera una festa con 200 ospiti a Frogmore House offerta dal principe Carlo.

### Costi
La famiglia reale ha annunciato che avrebbe pagato il matrimonio. Il costo complessivo dovrebbe essere di circa 32 milioni di sterline. Il Royal Borough of Windsor and Maidenhead ha speso circa 2,6 milioni di sterline per pulire la città e le strade. È stato previsto che il matrimonio innescherà un boom del turismo e aumenterà l'economia d'oltremanica generando un indotto di fino a 500 milioni di sterline.

## Ascolti
È stato uno degli eventi in diretta televisiva non sportivi più visti, con un totale di 18 milioni di telespettatori nel Regno Unito, rendendolo l'evento più visto del 2018. Negli Stati Uniti è stato seguito da circa 29,2 milioni di spettatori; in confronto, il Matrimonio del principe William e Catherine Middleton ne aveva totalizzati 23 milioni. In totale, si stima che sia stato seguito da un centinaio di milioni di persone in tutto il mondo.